# Калбински хребет
Калбинският хребет (на казахски: Қалба жотасы; на руски: Калбинский хребет) е нископланински хребет в югозападната част на планината Алтай, разположен в централните райони на Източноказахстанска област, Казахстан. Простира се от северозапад (долината на река Чар) на югоизток (Бухтарминското водохранилище) на протежение около 240 km покрай левия бряг на река Иртиш. Представлява система от силно разчленени ниски масив достигащи на изток 1300 – 1500 m н.в. (максимална 1608 m, 49°18′50″ с. ш. 82°59′12″ и. д. / 49.313889° с. ш. 82.986667° и. д.), а на запад постепенно се понижава до 450 – 700 m н.в. Изграден е от палеозойски шисти, пясъчници и интрузивни скали (основно гранити), в които има богати находища на злато и полиметални руди. От него водят началото си множество маловодни реки леви притоци на Иртиш – Букона, Войлочевка, Манат, Таинти, Сибинка, Уланка, Дресвянка, Жартас, Курик, Кизилсу, Чар и други. До 800 – 1200 m н.в. преобладава степната растителност, развита върху кафяви и черноземни почви, а нагоре се срещат редки борови и брезово-осикови гори. Най-високите части са заети от остепнени субалпийски пасища.